# Briefgeheim (boek)
Briefgeheim is een in 1973 verschenen boek van de Nederlandse schrijver Jan Terlouw.

## Samenvatting
Het verhaal gaat over de 11-jarige Eva die genoeg heeft van het geruzie van haar ouders. Ze besluit een nachtje te verdwijnen om haar ouders te laten schrikken. Maar dan komt ze terecht in een complot van moord en spionage.

## Televisie en film
Het boek is in 1983 door Veronica bewerkt tot een televisieserie van 7 afleveringen. In 2010 maakte Simone van Dusseldorp een speelfilm van het boek.